# Autour d'une cabine
Autour d'une cabine, anche conosciuto come Autour d'une cabine ou Mésaventures d'un copurchic aux bains de mer, è una pantomima luminosa francese del 1893 diretta da Charles-Émile Reynaud, proiettata dal dicembre del 1894 al marzo del 1900 al museo Grévin di Parigi. Il film fu realizzato per il teatro ottico e consiste di 636 immagini dipinte individualmente a mano su lastre di vetro per la durata complessiva di 2 minuti di proiezione.

## Trama
Su di una spiaggia due donne giocano e si tuffano in acqua dal trampolino per poi ricomparire sulla spiaggia. Sopraggiunge una donna che gioca con un cagnolino per poi venire raggiunta da un signore. La donna entra in cabina per cambiarsi mentre l'uomo la spia. Questi viene colto sul fatto da una donna che sopraggiunge e si unisce alla proprietaria del cagnolino che intanto è uscita indossando un costume da bagno. Le due entrano in acqua, dove li vediamo andare su e giù, per poi uscire di scena nuotando. Arriva una barca che spiega una vela su cui appare la scritta "La représentation est terminée" ("Lo spettacolo è finito").

## Produzione
Autour d'une cabine è uno dei primi cortometraggi animati prodotti, realizzato per il teatro ottico da Charles-Émile Reynaud, e venne proiettato all'interno del programma delle "pantomime luminose" al Cabinet Fantastique del museo Grévin di Parigi tra il dicembre 1894 e il marzo 1900.
Una parte di questo filmato (16 pose riguardanti la scena finale) è conservato presso la Cineteca di Praga, il resto del film è stato donato dalla famiglia Reynaud alla Cinémathèque Française, dove è stata restaurata e trasferita su pellicola a 35 mm.